# Dafnefòries
Les Dafnefòries (en grec antic: Δαφνηφορία) eren un festival que se celebrava cada nou anys a Tebes en honor d'Apol·lo Ismeni. El nom derivava de les corones de llorer (δάφνη) que portaven els seus participants.
L'heroi de les festes es deia dafnèfor, i vestia magníficament amb els cabells tendits i portava al cap d'una corona d'or, amb un calçat anomenat ificratidi i un ram d'olivera ornat de garlandes de llorer i flors, on al capdamunt hi havia un globus de bronze que representava el sol. D'aquest globus en penjava un altre de més petit que significava la lluna, i encara uns altres que indicaven els estels. Entorn d'aquests globus hi havia 365 peces de fusta d'olivera amb garlandes de llorer i flors que simbolitzaven els dies de l'any. Un festival semblant es feia també a Delfos al mes de Targelió, probablement al setè dia.
També els atenesos feien un festival de la mateixa naturalesa, descrit per Procle i esmentat per Foci a la seva Bibliotheca (còdex 239), que només diu que el setè dia els atenesos honoraven a Apol·lo portant corones de llorer.